# Hebelade

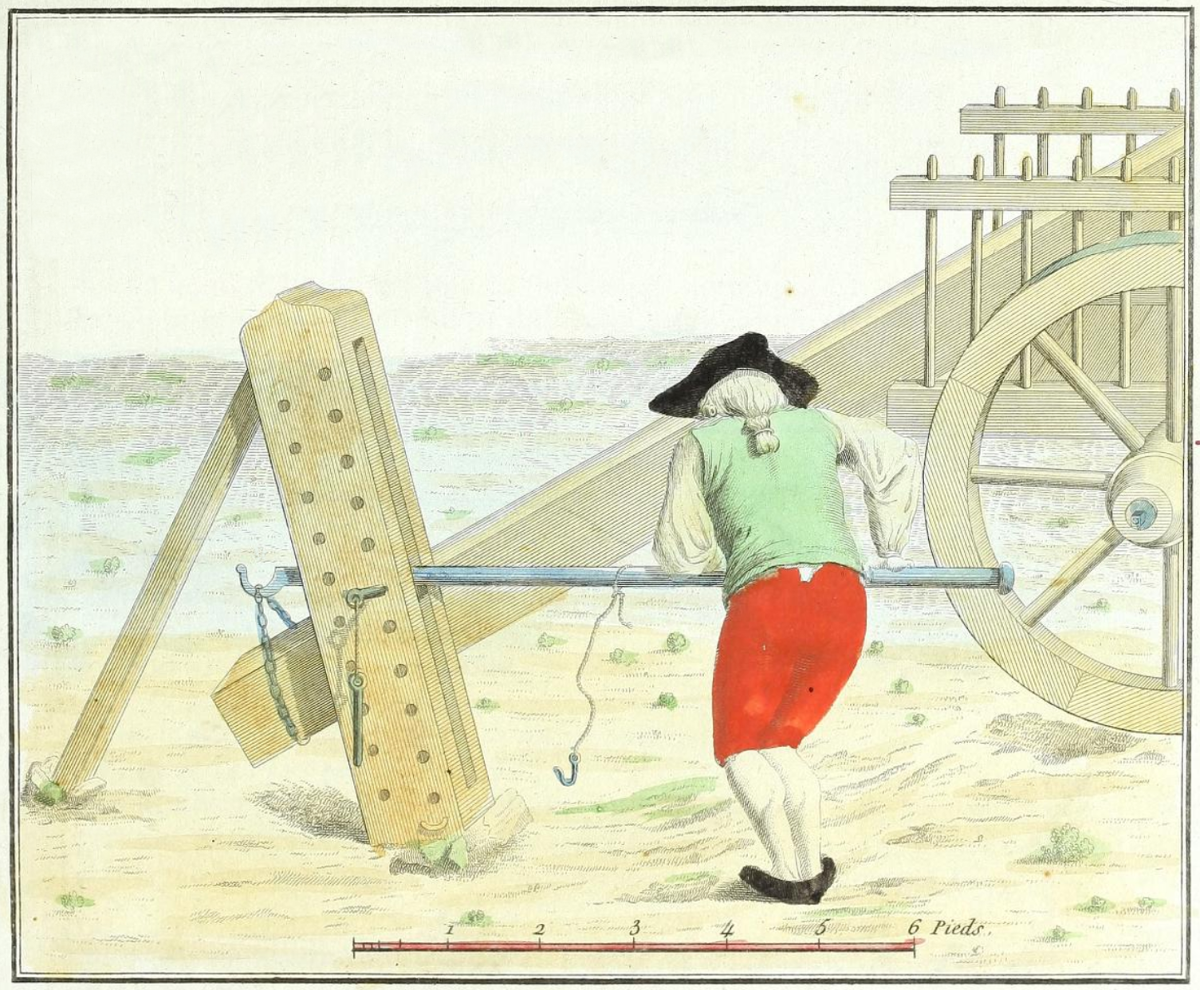
Hebelade beim Verladen eines Balkens

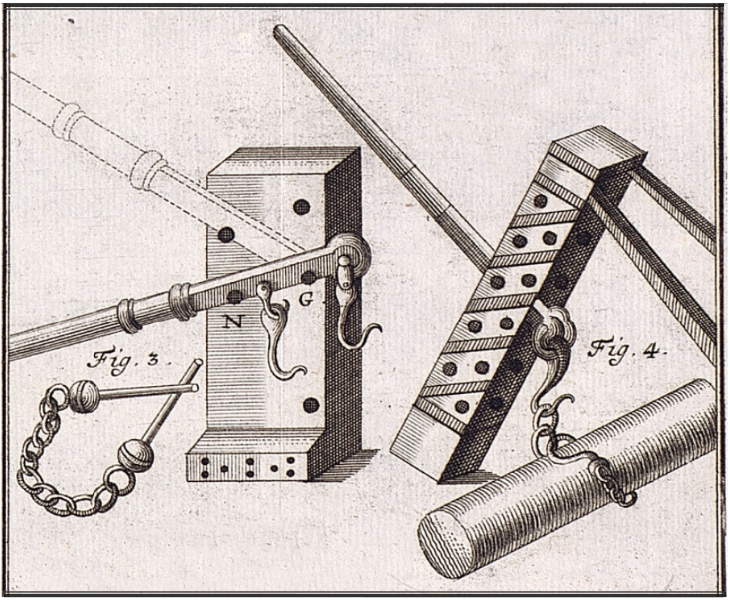
Prinzip (Fig. 3) und Einsatz (Fig. 4) einer Hebelade von 1769

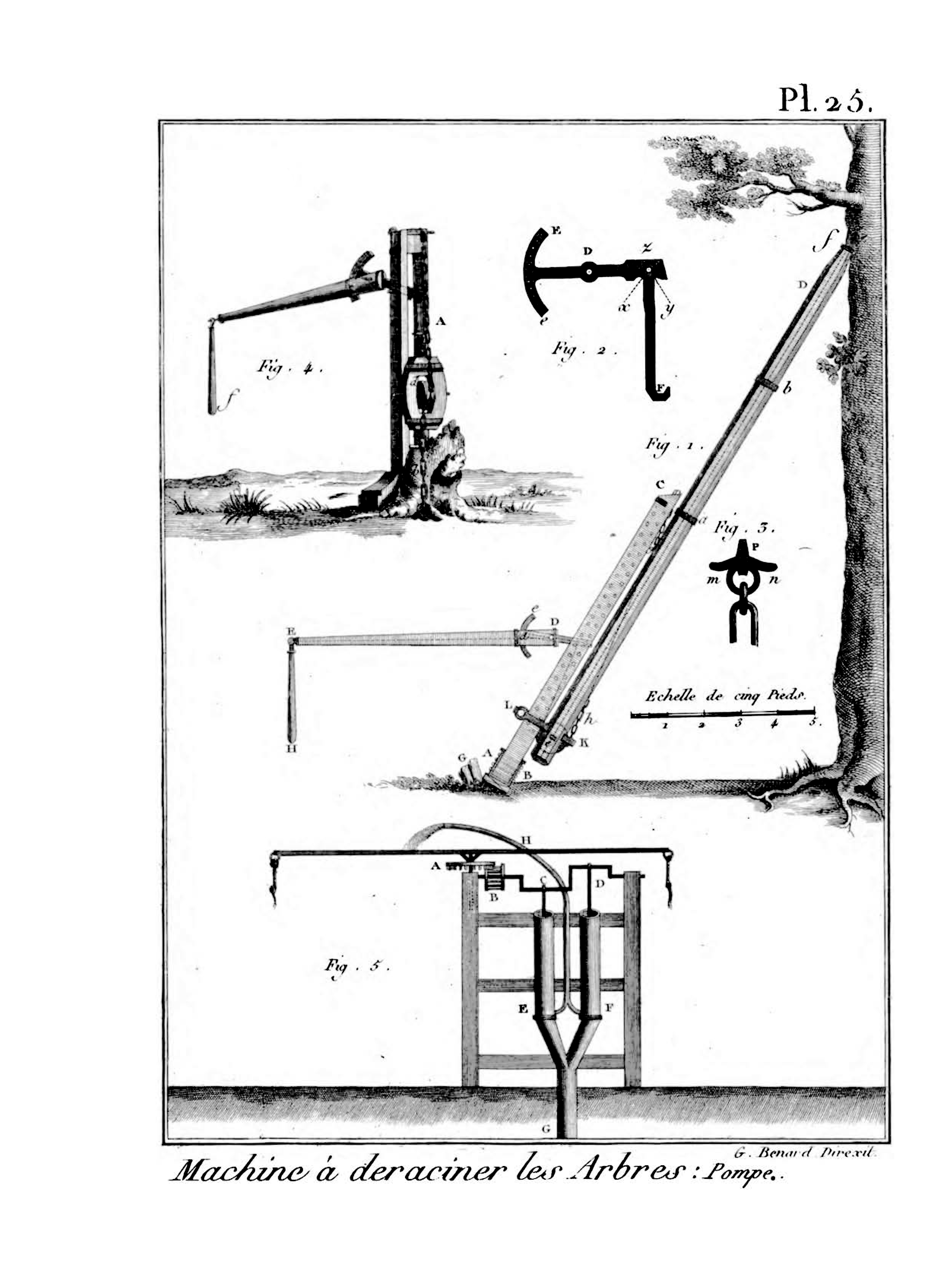
Zwei Hebeladen beim Einsatz in Forst- und Landwirtschaft

Die Hebelade ist ein historisches Werkzeug zum schrittweisen Heben oder Senken von sehr schweren Lasten allein durch Muskelkraft.

## Aufbau und Wirkungsweise
Eine Hebelade besteht aus einem langen Hebel (dem „Hebebaum“), dessen Drehachse zum Heben der Last nach und nach erhöht wird. Dies geschieht, indem zwei eiserne Bolzen (Hebenagel genannt) abwechselnd in zwei Lochreihen der sich gegenüberliegenden Bohlen eines hölzernen Rahmens versetzt werden. Ein Wegrutschen des Hebelarms zur Last hin wird durch zwei Kerben im Hebebaum verhindert, er liegt also nur lose auf den „Hebenägeln“ auf.
Zum Heben der Last wird der Hebelarm in einzelnen Arbeitsschritten auf und nieder bewegt und der dabei jeweils entlastete Bolzen um eine Position in der Lochreihe erhöht. Insgesamt kann die Last also maximal um die Länge einer dabei senkrecht stehenden Hebelade angehoben werden.
Das Absenken der angehobenen Last erfolgt wie das Anheben, nur werden die Bolzen dabei jeweils um eine Position in der Lochreihe nach unten versetzt.
Die Hebelade ist ein zerlegbares und damit leicht zu transportierendes Hebezeug. Aufgrund ihrer kleinen Standfläche wurde sie unter Last mit hölzernen oder eisernen Streben gegen ein Abrutschen gesichert.

## Geschichte und Bezeichnung

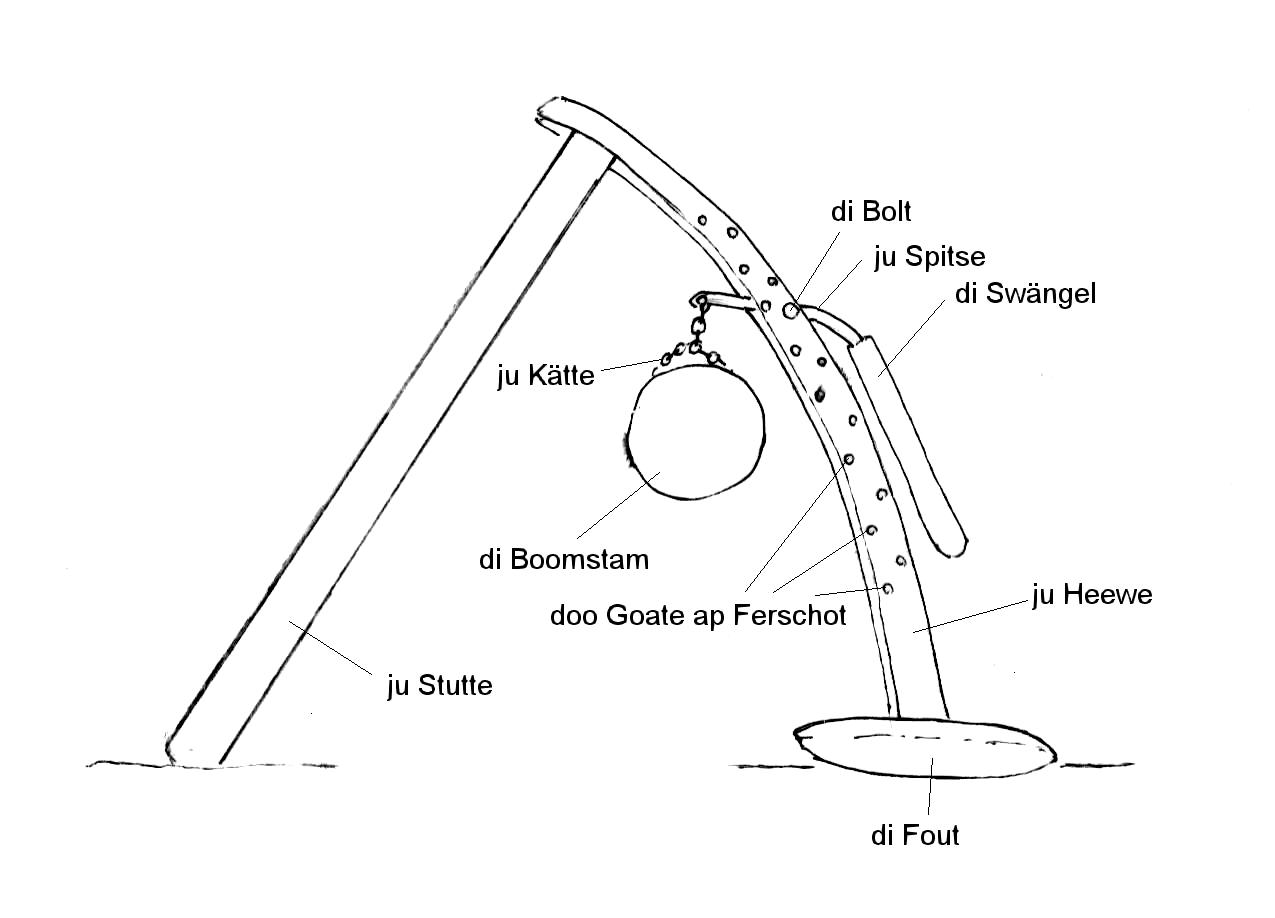
Die friesische Version Heewe einer Hebelade

Eine der frühesten Abbildungen und Beschreibungen einer Hebelade befindet sich im Buch „Recueil de machines“ aus dem Jahr 1617 von Franyois Thybourel und Jean Appler.:112
1723 erwähnt Jacob Leupold in seinem Buch „Theatrum machinanrum“ die deutsche Hebelade, die bereits 1651 von Daniel Schwenter beschrieben worden sei.:171
Christopher Polhem erfand 1740 die schwedische Hebelade.:183
Bis ins 19. Jahrhundert wurden Hebeladen weiterentwickelt und mit etlichen Patenten geschützt, wie z. B. die Hebelade von Friedländer und Josephson in Berlin ‚Zum stufenweisen Anheben schwerer Lasten‘ mit D.R.P. Nr.31798 vom 18. Januar 1885. Beim Bau der Wittenberger Elbbrücke verwendete die Berliner Firma Belter & Schneevogel noch 32 Hebeladen mit je 2,5 t Tragkraft zum Heben der Träger mit jeweils 80 t Gewicht. Die gleichzeitige Bewegung aller Hebel erfolgte dabei auf Kommando, das in diesem Fall sogar von Soldaten ausgeführt wurde.

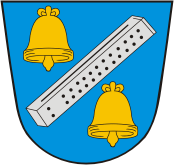
Eine unvollständige Hebelade im Wappen von Anspach

Hebeladen lassen die Last zwischen zwei Hebungen jeweils um ein Stückchen zurücksinken, um welches sie anschließend erneut angehoben werden muss. Daher wurden sie später durch Winden verdrängt und verloren mit der zunehmenden Motorisierung der Forstwirtschaft im 20. Jahrhundert dann vollends an Bedeutung.
Am 30. September 1953 wurde der Gemeinde Anspach amtlich noch ein Wappen verliehen, das neben zwei Glocken auch eine Hebelade zeigt.
In manchen Gegenden Deutschlands wird die Hebelade als Heblade oder auch als „Wippkiste“ bezeichnet. Im 4. Teil der Krünitz Encyclopädie und in der Allgemeinen Encyclopädie der Wissenschaften und Künste wird die Hebelade auch mit den Namen Baumhebe, Holzhebe oder Holzheber bezeichnet. Im Friesischen wird die Hebelade kurz Heewe genannt. Steht die Hebelade schräg, spricht man auch vom Hebebock.

## Sonderformen

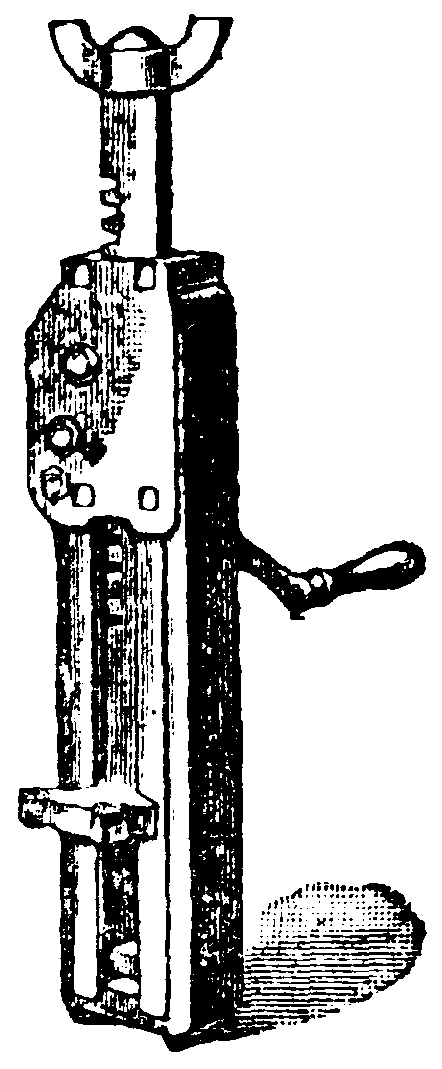
Stockwinde aus dem Nordisk familjebok, eine Weiterentwicklung der Hebelade

Man unterscheidet die deutsche, französische und schwedische Hebelade. Letztere wurde auch zum Aufziehen von Schützen verwendet. Bei der französischen Hebelade werden die veränderlichen Drehachsen durch die Einschnitte einer sägeartig auf zwei gegenüberliegenden Seiten verzahnten und senkrecht stehenden Stange gebildet.
Hieraus entwickelt sich dann die Stockwinde und später auch die Zahnstangenwinde.